# Oglasa trigona
Oglasa trigona är en fjärilsart som beskrevs av George Francis Hampson 1891. Oglasa trigona ingår i släktet Oglasa och familjen nattflyn. Inga underarter finns listade i Catalogue of Life.